# 金牛座M905左輪手槍
金牛座M905（英語：Taurus Model 905）是一款由巴西金牛座國際槍械公司（英語：Taurus International）於2010年設計和生產的單／雙動操作微型左轮手枪，發射9×19公釐帕拉貝倫口徑手枪子彈。

## 歷史
巴西金牛座公司一直注重左輪手槍的生產，在左輪手槍市場上甚至能與史密斯威森公司一爭高下。70多年以來，金牛座的左輪手槍一直是以高性價比而著稱。雖然警用左輪手槍已經不是警用手槍主流，但是一般老警員還是喜歡使用左輪手槍。
但是，一般警用左輪手槍發射的均是.357麥林或.38特種口徑手枪子彈，與警員手中的9毫米半自動手槍子彈不能通用。金牛座公司推出一款能發射9×19公釐帕拉貝倫彈的金牛座M905微型左輪手槍，使喜歡左輪手槍的警員能與手中配備的半自動手槍實現子彈通用。

## 設計細節
金牛座905 9毫米微型左輪手槍槍管長度為50.8毫米（2英吋），全槍長度為165.1毫米（6.5英吋），寬度為35.05毫米（1.38英吋），高度則為111毫米（4.37英吋），弹巢容彈量為5發，空槍質量只有630克。全槍由鋼材所打造而成，表面經過烤藍處理。 

### 槍管組件
雖然金牛座905槍管長度只有50.8毫米（2英吋），但內部卻有6條膛線，膛線纏距為9.5英吋（241毫米），這完全是為發射9×19毫米巴拉貝魯姆彈而設計的。槍管前端上方設有一個大型準星，準星背面刻有鋸齒狀的防反光紋，以保證射手在使用時快速瞄準目標，並且不會被反光所困擾。槍管左側刻有金牛座的銘文，右側則是口徑銘文和槍號。

### 彈巢
钢製弹巢採用傳統的外擺式設計，容彈量為5發。該槍配有專用的全月形彈夾來裝彈退彈。裝彈時，用彈夾夾住5發彈，一次性裝入彈巢，裝填後不必將彈夾取下，彈巢復位即可射擊。當需要退出槍彈或彈殼時，擺出彈巢，用一隻手按壓退彈杆，另一隻手抓住彈夾向外拉，即可取出子彈或彈殼。

### 轉輪座
轉輪座頂部設有一條凹槽，凹槽後方是缺口式照門。轉輪座右側前方刻有槍號、巴西製造與金牛座美國分公司的銘文，後方則刻有金牛座商標。橢圓形的扳機護圈與弧度很大的扳機，方便射手在緊張狀態以下能夠順利使用手指勾住並扣動扳機。

### 扳機
扳機設計為既可雙動發射也可單動發射兩種狀態，雙動扳機扣力為57.8牛頓，單動則為22.2牛頓。雖然雙動扳機扣力較大，但對於放入口袋的安全性而言，稍大的雙動扳機扣力可以防止誤操作。需要精準射擊時，射手可以手動扳下擊錘到待擊位置，採用單動方式以較為省力地扣動扳機。

### 握把護板
由橡膠製作並且呈黑色的握把護板全部包裹住了握把，以便最大程度緩解後座力對射手的衝擊。握把護板表面設有圓形防滑顆粒。這種圓形防滑顆粒十分獨特，有大小兩種不同的圓形顆粒，有助於增強防滑效果。並且橡膠握把表面整體都比較粗糙，非常有利於射手握持。握把護板前方設有指槽，射手握持能更牢靠。

### 保險機構
作為左輪手槍來講，一般不需要設置特別的保險機構，但金牛座公司在905 9毫米左輪手槍上設計了兩個特別的保險。
其一個是內置式擊錘保險杆，保險杆將擊錘與擊針尾部隔離開來。如果使用者不去扣動扳機，或是用手指扳動擊錘到待擊位置，保險杆一直擋在擊錘的運行路線上，起到保險作用。
另一個保險則是金牛座左輪手槍特有的保險鎖。設在擊錘下方的保險鎖只需要插入鑰匙旋轉四分之一圈就可以完全鎖住擊錘，起到徹底保險作用。這個設計可使得沒有鑰匙的話，任何人都無法使用被鎖住的左輪手槍射擊。這樣一來可完全不必擔心孩子誤操作，或盜賊、罪犯搶奪後使用。

## 衍生型
除了推出標準型905 9毫米左輪手槍以外，金牛座公司還推出更高級的不鏽鋼型，這是一款完全由不鏽鋼打造的左輪手槍，價格要高於普通型左輪手槍。
除了製作材料以外，金牛座公司還推出一款純雙動型金牛座905 9毫米左輪手槍，該槍被改造為使用內置式擊錘，取消了外露的馬鞍形擊錘扳手。

## 外部連結
- （英文）—Taurus International Manufacturing Inc—Gun Search for all Taurus 905 variants
- （英文）—The Daily Caller—Gun Review: Taurus 905 9mm Revolver （页面存档备份，存于）
- （英文）—Personal Defense World.com—
  - Taurus 905 9mm （页面存档备份，存于）
  - 21 Ultra-Concealable, High-Powered Snub-Nose Revolvers （页面存档备份，存于）
- （英文）—Hearing Arms.com—Gun Review: Taurus 905 （页面存档备份，存于）
- （英文）—Guns Holsters and Gear—Taurus 905 Review: 9mm Revolver （页面存档备份，存于）